# 多良間中継局
多良間中継局（たらまちゅうけいきょく）は沖縄県宮古郡多良間村の多良間島に置かれているラジオ・テレビの中継局。

## 概要

### 放送エリア
多良間村のうち多良間島。なお、水納島では宮古島中継局を受信している。また、NHK-FMは石垣島北東部（平久保半島東岸）もカバーしている 。 

### 放送波の送受信
民放アナログテレビは宮古島中継局から受信、石垣中継局へ伝送された。デジタルテレビは当局併設のUHF-TTLにより石垣中継局に伝送している。ラジオは宮古島中継局から受信しているが、石垣中継局には別途伝送している（民放・NHKとも当局より石垣中継局の開局が早かった）。

## 沿革
- 1977年4月6日 - 平良テレビ中継局からの難視聴を解消するため、NHK沖縄放送局がテレビ中継局を開局（総合 60ch・教育 62ch、映像出力はいずれも1W）。
- 1993年12月16日 - 琉球放送（RBC）と沖縄テレビ（OTV）の沖縄県内民放テレビ2局が放送開始（RBC 58ch・OTV 56ch、映像出力はいずれも30W）。
- 2005年4月1日 - 琉球放送（RBCiラジオ）とラジオ沖縄（ROK）の沖縄県内民放AMラジオ2局が中波混信（難聴）解消のためFMによる中継局を開局（RBCi 82.2MHz・ROK 83.6MHz、出力はいずれも3W）。
- 2008年12月26日 - NHKの地上デジタルテレビジョン放送開始。
- 2009年10月20日 - 琉球放送・沖縄テレビ・琉球朝日放送（QAB）の地上デジタルテレビジョン放送開始。
- 2011年7月24日 - アナログ放送終了に伴い、アナログ中継局が廃止。
- 2012年3月1日 - NHK-FM放送が開局。
- 2015年8月18日 - エフエムみやこの多良間中継局が開局。

## テレビジョン放送送信設備
民放のアナログテレビ放送の出力が高かったのは、宮古⇒八重山の信号伝送方式がNHKと異なったことによる。NHKは宮古島市から八重山まで直接回線伝送したのに対し、民放は放送波中継を実施したためである。民放の石垣中継局はここからの電波を直接受信して再送信していた。
琉球朝日放送（QAB）はアナログが放送終了が迫っているため設置しないままとなったが、2009年10月21日にデジタル新局として開局。

### 地上デジタルテレビ放送
| ID | 放送局名           | 物理 チャンネル | 空中線 電力 | ERP   | 放送対象地域 | 放送区域 内世帯数 | 開局日          |
| -- | ------------------ | --------------- | ----------- | ----- | ------------ | ----------------- | --------------- |
| 1  | NHK 沖縄総合       | 22              | 100mW       | 400mW | 沖縄県       | 501世帯           | 2008年 12月26日 |
| 2  | NHK 沖縄教育       | 18              | 100mW       | 400mW | 全国         | 501世帯           | 2008年 12月26日 |
| 3  | RBC 琉球放送       | 43              | 100mW       | 390mW | 沖縄県       | 501世帯           | 2009年 10月21日 |
| 5  | QAB 琉球朝日放送   | 47              | 100mW       | 390mW | 沖縄県       | 501世帯           | 2009年 10月21日 |
| 8  | OTV 沖縄テレビ放送 | 45              | 100mW       | 390mW | 沖縄県       | 501世帯           | 2009年 10月21日 |

- QABは、デジタル新局として開局。

### 地上アナログテレビ放送
| チャンネル | 放送局名           | 空中線 電力       | ERP                  | 放送対象地域 | 放送区域 内世帯数 | 偏波面   | 開局日          |
| ---------- | ------------------ | ----------------- | -------------------- | ------------ | ----------------- | -------- | --------------- |
| 56         | OTV 沖縄テレビ放送 | 映像30W /音声7.5W | 映像4.4kW /音声1.1kW | 沖縄県       | 約500世帯         | 水平偏波 | 1993年 12月16日 |
| 58         | RBC 琉球放送       | 映像30W /音声7.5W | 映像4.4kW /音声1.1kW | 沖縄県       | 約500世帯         | 水平偏波 | 1993年 12月16日 |
| 60         | NHK 沖縄総合       | 映像1W 音声250mW  | 映像4.9W /音声1.2W   | 沖縄県       | 約500世帯         | 水平偏波 | 1977年 4月6日   |
| 62         | NHK 沖縄教育       | 映像1W 音声250mW  | 映像4.9W /音声1.2W   | 全国         | 約500世帯         | 水平偏波 | 1977年 4月6日   |

- 2011年7月24日に廃局。なお、QABにはチャンネルが割り当てられていなかった。

## ラジオ放送送信設備
| 周波数 （MHz） | 放送局名                      | 空中線電力 | ERP   | 放送対象地域      | 放送区域 内世帯数 | 開局日         |
| -------------- | ----------------------------- | ---------- | ----- | ----------------- | ----------------- | -------------- |
| 76.5           | エフエムみやこ                | 10W        | 16.7W | 宮古島市 多良間村 | 約499世帯         | 2015年 8月18日 |
| 82.2           | RBC 琉球放送 愛称：RBCiラジオ | 3W         | 6.6W  | 沖縄県            | 不明              | 2005年 4月1日  |
| 83.6           | ROK ラジオ沖縄                | 3W         | 6.6W  | 沖縄県            | 不明              | 2005年 4月1日  |
| 86.2           | NHK 沖縄FM                    | 30W        | 390W  | 沖縄県            | 約500世帯         | 2012年 3月1日  |

- 民放2社は本来はAMラジオ局だが、夜間における外国との混信を避けるため、FMでの中継局となっている。
- NHKはAM・FM3波とも宮古島中継局の放送エリアで、中継局のある宮古島から直接受信していたが、2012年3月1日にFMのみ当中継局が開局し、石垣島北東部（平久保半島東岸）を含めカバーすることになった。
- エフエムみやこは宮古島市内にあるコミュニティFM局だが、多良間村との地域的一体性が認められたため多良間への中継局開設が認可されたもの。

### 歴史
- 2004年12月24日 - 民放2社予備免許交付
- 2005年
  - 3月23日 - 民放2社本免許交付
  - 4月1日 - 民放2社本放送開始
- 2012年
  - 1月23日 - NHK-FM試験放送開始
  - 2月28日 - NHK-FM本免許交付
  - 3月1日 - NHK-FM本放送開始